# Morton Freedgood
Morton Freedgood é um escritor dos Estados Unidos. Como ambicionava ganhar dinheiro escrevendo novelas de crime e mistério criou o pseudônimo de John Godey para assinar suas histórias policiais; para "assuntos mais sérios" utilizava seu próprio nome. Novaiorquino nato, Freedgood (ou John Godey) nasceu em 1912. Viveu maior parte de sua vida na cidade e estudou no Colégio e na Universidade de Nova York. Entre outras atividades, trabalhou em publicidade e promoções para companhias cinematográficas e colaborou para importantes revistas, tais como o Cosmopolitan e o Esquire. Suas novelas quase sempre apresentam um humor amargurado.

## Sucesso
Depois de mais de trinta anos perseguindo o sucesso e cerca de uma dúzia de novelas publicadas, Freedgood/John Godey ainda não obtivera o êxito que todo autor sonha. O sucesso veio de forma inesperada com O Sequestro do Metrô (The Taking of Pelham One Two Three), editado em 1972, quando o autor já tinha sessenta anos de idade. A Random House, que normalmente publicava seus livros, não acreditou nas possibilidades da novela. Rejeitou um adiantamento de cinco mil dólares pelos originais. Foi a sua sorte. Levou-os à Putnan que em seguida os ofereceu para dois Clubes de Livro e para o cinema. Como resultado, Freedgood/Godey recebeu quase cem vezes mais do que a Random recusara pagar.
A forma como coloca o crime a violência no cotidiano das pessoas e o retrato da cidade impotente e violenta que o autor traça com humor e raiva, coloca o livro além do plano de uma história linear. A novela vendeu milhões de exemplares e originou várias adaptações para o cinema.

## Obras
- 1947 -	Yankee Trader
- 1947 -	The Gun and Mr. Smith
- 1948 -	The Blue Hour
- 1951 -	The Man in Question
- 1953 -	This Year's Death
- 1957 -	The Wall-to-Wall Trap
- 1959 -	The Clay Assassin
- 1960 -	The Fifth House
- 1967 -	A Thrill a Minute with Jack Albany
- 1970 -	Never Put Off Till Tomorrow What You Can Kill Today
- 1972 -	The Three Worlds of Johnny Handsome
- 1973 -	The Taking of Pelham One Two Three
- 1974 -	The Crime of the Century and Other Misdemeanors: Recollections of Boyhood
- 1976 -	The Talisman
- 1978 -	The Snake
- 1981 -	Nella
- 1984 -	Fatal Beauty

## Referência
GODEY, John. O sequestro do metrô. Tradução de Aghata Aubsberg. São Paulo: Abril Cultural, 1984. (Grandes Sucessos: Série Ouro)